# リッバリ・シャラト
リッバリ・シャラト（Libbali-sharrat、アッカド語：Libbāli-šarrat、、「内の町〈＝イシュタル？〉は女王なり」）は 古代メソポタミア地方の新アッシリア帝国の王妃。アッシリア王アッシュルバニパル（在位：前669年-前631年）の第一の配偶者である。彼女はアッシュルバニパルが王になる前、恐らく前672年に結婚し、「王母」に言及するアッシュル・エティル・イラニ（在位：前631年-627年、彼女の息子と推定される）の文書から判断してアッシュルバニパルよりも長く生きていた可能性がある。リッバリ・シャラトはアッシュルバニパルのレリーフの1つで宮殿の庭園での夕食で女中たちに囲まれ、ホストとしてアッシュルバニパルを迎え入れている様が描かれている。古代アッシリアにおいて王以外の人物が宮廷にいる様を個人として描かれている例は彼女しか知られていない。

## 生涯

### 王太子の妻

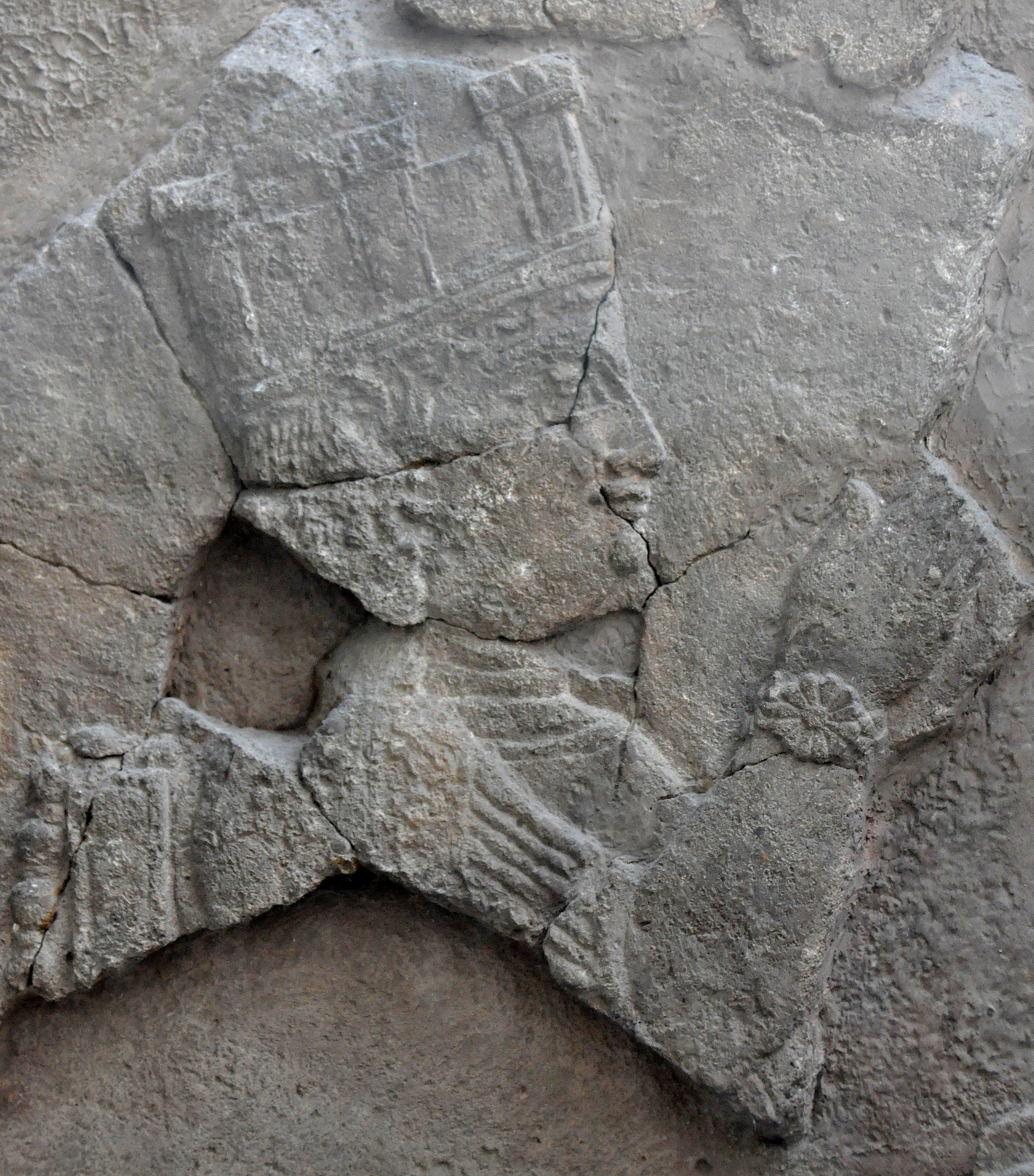
リッバリ・シャラトを描いた石碑の細部。

リッバリ・シャラトがアッシュルバニパルといつ結婚したのかは不明である。アッシュルバニパルの父、エサルハドン（在位：前681年-669年）の王妃であるエシャラ・ハンマトは前672年2月に死亡している。エシャラ・ハンマトの葬儀準備を記録した同時代史料には「王妃の王女」と「義理の娘」の記録が残されている。このことから、リッバリ・シャラトとアッシュルバニパルの結婚はエシャラ・ハンマトの生前に行われたと見られる。しかし、この「義理の娘」がエサルハドンの別の息子たちの妻である可能性もある。アッシリア学者シモ・パルポラはリッバリ・シャラトが結婚したのはアッシュルバニパルが前672年5月に王太子となった頃より後であるとしている。
リッバリ・シャラト（Libbāli-šarrat）の名前はユニークで、他に同名の人物は知られていない。名前の構成要素にシャラトゥム（šarratum、王妃）が含まれていることから、これは誕生名ではなくアッシュルバニパルとの結婚時、またはエサルハドンがアッシュルバニパルと共に後継者に任命された時に付けられた名前である可能性がある。文字通りに翻訳するならば、リッバリ・シャラト（Libbāli-šarrat）は「内の町は女王なり」という意味である。「内の町」は女神イシュタルを意味する用語かもしれない。あるいは、「内の町（において、女神イシュタル）は女王である」と解釈し得る。また、リッバリ（Libbāli）はアッシリアの宗教的中心であったアッシュル市の古代の神殿地区の名前でもあった。
リッバリ・シャラトとアッシュルバニパルの姉妹シェルア・エテラトの間にはある程度の緊張関係があったかもしれない。前670年頃、エサルハドンの治世末期、シェルア・エテラトはリッバリ・シャラトに宛てて手紙を書いている。この手紙でシェルア・エテラトは将来の王妃たるリッバリ・シャラトが勉学を怠っていることを叱責し、また、いずれリッバリ・シャラトが王妃になるとしても、王女であるが故に自分の方が格上であることを伝えている。この手紙の別の解釈として、これはリッバリ・シャラトが宮廷生活に適応できるように助けようとしたやや無遠慮な試みであり、シェルア・エテラトが彼女に対して宮廷における上位を主張したものではないというものがある。この手紙は、当時恐らくリッバリ・シャラトは文字の読み書きができず、また王妃となった後もそのままであったならば、王家にとっての恥であったことも示している。リッバリ・シャラトはアッシリア王族の妻として彼女の役割を果たすべく長く花嫁修業を施されてきたと考えられるが、この手紙は王太子の妻としてかなり遅い段階においてさえ大きな調整が必要であったことを示している。リッバリ・シャラトは正しく読み書きを習得し、やがて夫アッシュルバニパルと学術・文学への興味を共有したことが後の文書から推測される。アッシュルバニパルはアッシュルバニパルの図書館を作ったことで有名である。

### アッシリアの王妃

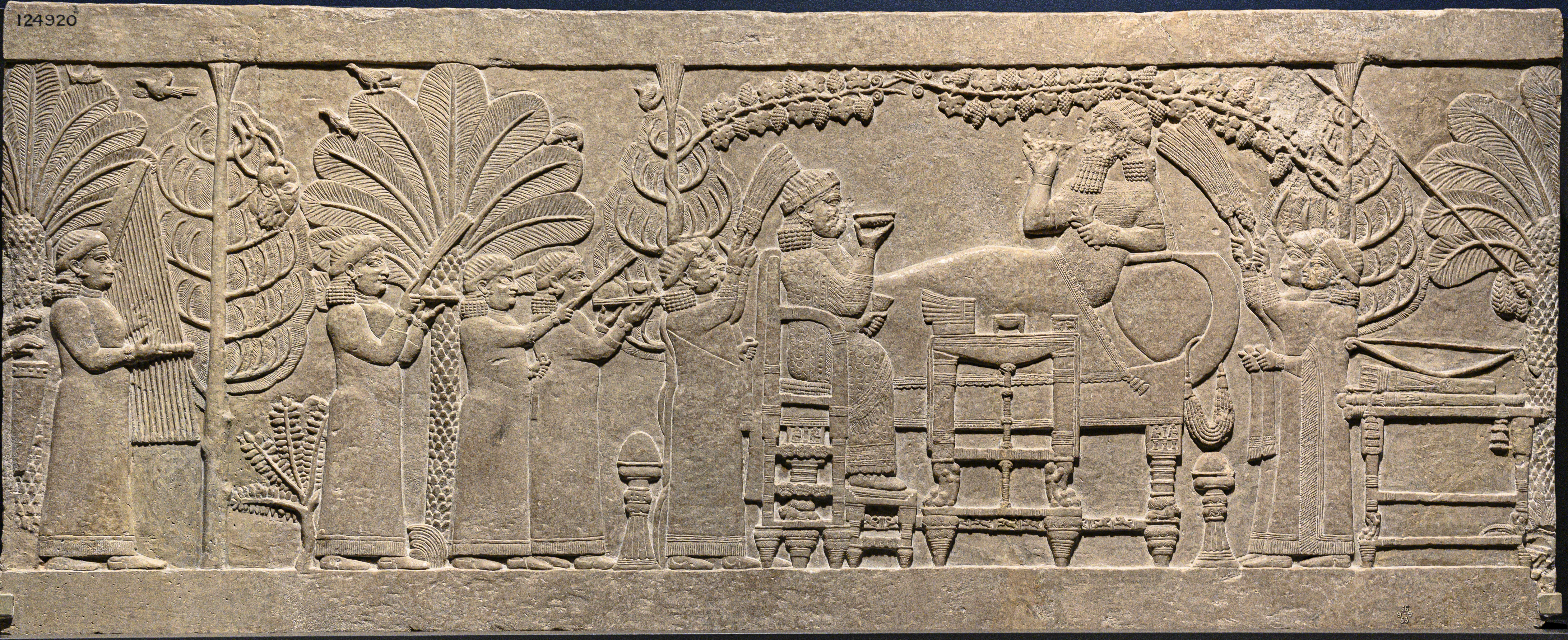
アッシュルバニパルの「園遊会」のレリーフ。食事をするアッシュルバニパル夫妻が中央に描かれている。

サルゴン2世（前722年-前705年）によって始められた改革以来、サルゴン王朝のアッシリア王たちの王妃は自身に直接従う軍部隊を保有していた。リッバリ・シャラトの軍の中には前652年から前648年にかけてのアッシュルバニパルの兄弟シャマシュ・シュム・ウキンとの内戦で活躍した戦車（チャリオット）の運転手、マルドゥク・シャル・ウツル（Marduk-šarru-uṣur）がいた。
リッバリ・シャラトはアッシュルバニパルの「園遊会」のレリーフでアッシュルバニパルと共に描かれていることで有名である。このレリーフではリッバリ・シャラトは彼女の女中たちに囲まれて二人で食事しており、彼女自身はアッシュルバニパルに対面して高い背もたれのある椅子に座っている。一方のアッシュルバニパルは寝台（couch）に寝そべっている。エラム王テウマンの頭が木から吊るされており、夫妻は前653年のエラムに対する戦勝を記念して祝杯を挙げている。リッバリ・シャラトが王の配偶者として高い地位を持っていたことは、このレリーフにおいて彼女が王に非常に近い位置に描かれていることと、彼女のドレスや宝石からわかる。アッシュルバニパルはリッバリ・シャラトよりもさらにやや大きく、また高い位置に描かれており、より大きな力を持っていることが示されている。この「園遊会」のレリーフの際立った特徴の1つは何といってもアッシュルバニパルが王冠を被っていないのに対し、リッバリ・シャラトは被っていることである。またリッバリ・シャラトが座っているのに対し、アッシュルバニパルは寝そべっている事実も重要である。なぜなら、玉座に座ることは神聖な王家の特権であったためである。このことは、場面全体がアッシュルバニパルではなくリッバリ・シャラトを中心として構成されていることを意味する。このレリーフは古代アッシリアにおいて王以外の個人が実質的に宮廷を所有し、さらには王をもてなす場面を描いた現存する唯一の図像である。
「園遊会」のレリーフに加えて、石碑に描かれたリッバリ・シャラトの同時代の描写が知られている。この肖像では、リッバリ・シャラトが植物を用いてある種の儀式的な仕草をしつつ公的な姿勢をとっている。王妃を含むアッシリアの高貴な女性たちは神の好意と加護を得るために定期的に諸神殿への布施と神々への奉納を行った。リッバリ・シャラトによって書かれた奉納碑文の1つでは次のように書かれている。
女神 [...] 偉大なる [淑女]、彼女の淑女に。世界の王、アッシリアの王、[アッシュルバ]ニパル[の王妃、リッバリ・シャラト]。彼女は赤い金の[...]作った。彼女の最愛の人、アッシュルバニパルの[生命と健康のために]。彼の長寿、彼の王位の末永きこと（のために）、そして彼女自身のために、彼女の生命のために、彼女の長命のために、彼女の王朝に幸あらんことを。（女神）は彼女の夫である王に彼女の言葉を喜ばせ給え。そして彼女（女神）は二人を共に老いさせ給え。（そのために）彼女は（それを）立たせ（それを）奉納するものなり。
ニヌルタ・シャル・ウツル（Ninurta-sharru-usur）のようなアッシュルバニパルの下位の妻たちの息子が何らかの政治的役割を果たすことはなかったと見られることから、リッバリ・シャラトは恐らくアッシュルバニパルの次の王であるアッシュル・エティル・イラニ（在位：前631年頃-前627年頃）とシン・シャル・イシュクン（在位：前627年頃-前612年）の母親であると思われる。アッシュル・エティル・イラニの治世に年代付けられる粘土板で「王母」への言及があることから、リッバリ・シャラトは前631年にアッシュルバニパルが死亡した後も生きていた可能性がある。